# Beyenu Degefa
Beyenu Degefa Begna (també escrit Beyenu Degefu) (Etiòpia, 12 de juliol de 1999 és una corredora etíop de llarga distància. Fou campiona del món júnior el 2016 en els 3000 metres i mantenint-se encara el rècord.

## Biografia
El 2016, Degefa va començar a guanyar una sèrie de curses de camp a través. Al Cross de l'Acier, va superar la seua companya d'equip Fantu Worku i la campiona olímpica Peruth Chemutai guanyant-les per quatre segons. L'any següent, Degefa va guanyar la cursa Cinque Mulini. Va superar a Kalkidan Fentie en el tram final per tornar a guanyar per quatre segons.
Degefa va fer or als Campionats del Món d'Atletisme Sub-20 del 2016 on va vèncer els 3000 metres on va establir rècord del món amb 8:41.76.
El 2021, Degefa va debutar a la distància de marató a la Marató de València, acabant tercera amb un temps de 2:23:01. Posteriorment va passar a la segona posició després que la guanyadora de la cursa Nancy Jelagat fora suspesa per una infracció de les normes antidopatge.
L'any 2023 va guanyar la Marató de València amb un temps de 2:15:55.

## Estadístiques

### Millors personals
| Esdeveniment | senyal  | Competició            | Lloc        | Data                  |
| ------------ | ------- | --------------------- | ----------- | --------------------- |
| 3000 metres  | 8:35.76 | Lliga Diamant de Doha | Doha, Qatar | 4 de maig de 2018     |
| Marató       | 2:15:51 | Marató de València    | València    | 3 de desembre de 2023 |